# Bill Adams
Pour les articles homonymes, voir Adams.
William G. Adams est un homme politique canadien (Saint-Jean de Terre-Neuve, 17 juin 1923 - 12 novembre 2005).

## Biographie
Il termine ses études de droit en 1953 avant de se lancer en politique municipale en 1962 où il sera élu conseiller municipal de la ville de Saint-Jean de Terre-Neuve. Il demeura en poste jusqu’en 1965. Élu maire de la capitale provinciale en 1966, il veillera, durant ses huit années au pouvoir, à la construction d’un nouvel hôtel de ville, à la revitalisation du système routier, et à une meilleure gestion des systèmes d’approvisionnement en eau.
Nommé ministre sans portefeuille dans le gouvernement conservateur de Joey Smallwood, il y restera seulement un an, avant de tenter sa chance aux élections municipales de novembre 1973. Élections qu’il ne remportera pas. S'étant retiré de la vie politique, il reviendra en 1979 et sera nommé juge en chef de la Cour de District de Terre-Neuve. En 1986, cette cour fusionnera avec la Cour suprême de cette province. Adams prend sa retraite en 1995.